# Roxana
Roxana est un prénom persan féminin.
Ce prénom apparaît dans le calendrier hongrois le 14 septembre.[réf. nécessaire]

## Personnalités portant ce prénom
Pour les articles sur les personnes portant ce prénom, consulter la liste générée automatiquement pour : 
- Les prénoms Roxana ;

## Toponymie
- Roxana est une ville de l'Illinois, dans le Comté de Madison aux États-Unis d'Amérique.